# D!アンビシャス
D!アンビシャス 〜熱きどさんこ魂〜（ディー・アンビシャス あつきどさんこたましい）は、札幌テレビ放送 (STV)で放送されていたローカル番組。

## 番組の概要
2005年10月2日、日曜日の10:55 - 11:25（以下時間表記はJST）にて放送開始。同社初のハイビジョン制作番組で字幕放送も行われている。当初は初回放送のみ字幕放送を実施していたが、後に再放送でも字幕放送を実施するようになった。2009年4月からは、毎週土曜日の5:58 - 6:28に再放送も行っている。一時、2010年10月から2012年3月までは毎週日曜日の5:45 - 6:15に再放送していたが、2012年4月に元の時間帯に戻った。
番組名の"D"には"どさんこ(Dosanko)"の他、"ドラマチック(Dramatic)"、"ドキュメンタリー(Documentary)"、"ドリーム(Dream)"などが込められている。
毎回、北海道を拠点に活動をする1人の人物にスポットを当て、その生き方や活躍、北海道へのこだわりなどをドキュメンタリータッチで紹介する。その人選は、誰もが知る著名人から小さい会社の社長までと様々で、番組名には「どさんこ」と銘打っているが、日高晤郎など北海道生まれでも在住でもない人物を取り上げることもある。
案内役とナレーションは明石英一郎アナウンサー。2010年4月からは谷口祐子アナウンサーも加わった。このほか本編中にレポーターとして、STVアナウンサーが登場し、明石・谷口本人が登場することもある。
2012年4月8日から、日曜日9:55 - 11:25にて『マハトマパンチ』が放送開始されるのに伴い、日曜日7:30 - 8:00に移動し放送を継続したが、当番組の後に放送されているキー局日本テレビ制作の生ワイド番組『シューイチ』が30分繰り上げ拡大することにより、2013年3月25日をもって7年半の長い歴史にピリオドを打った。当番組の終了後、STV日曜午前の30分番組路線は同年4月7日から10:55 - 11:25に再移動し、『たびばん』がスタートしている。
STVラジオで放送されていた音楽番組『スーパーヒットチャートなまらん』では、「BeAmbitious!!」という音楽コーナーが放送されていたが、当番組との直接の関連性はない。

## 司会・ナレーション
- 明石英一郎
- 谷口祐子

## 過去のレポーター
- 藤本晶子
- 熊谷明美
- 宮田愛子
- 室田智美
- 横井健一
- 近藤麻智子
- 内山佳子
- 工藤準基
- 和久井薫
- とついようこ（ローカルタレント）

## 放送休止
- 毎年8月下旬の24時間テレビ 「愛は地球を救う」放送時は休止。
- 日本テレビ系列で東京マラソンが生中継される時は以下のような対応となった。
  - 2008年2月17日（東京マラソン2008） - 休止
  - 2010年2月28日（東京マラソン2010）・2012年2月26日（東京マラソン2012） - 12:00 - 12:30に繰り下げ
- 2011年3月13日は、この2日前に発生した東日本大震災関連の報道特別番組のため臨時休止。

## ネット局
- テレビ埼玉 木曜日23:30 - 24:00（2011年1月から）
- サンテレビ 金曜日21:30 - 22:00（2010年7月2日から9月24日まで、翌週月曜日8:00 - 8:30に再放送あり）
  - 日曜日午後の不定期放送
  - 水曜日18:30 - 19:00（2011年4月6日より、ナイター中継で休止の場合あり）。
- TwellV（トゥエルビ） 日曜日15:00 - 15:30（2010年8月から、休止の場合あり）
- tvk 土曜日12:00 - 12:30
- 東京MX2 土曜日10:30 - 11:00